# Mikroregion St. Sebastian
Mikroregion St. Sebastian je dobrovolný svazek obcí v okrese Chomutov se sídlem v Hoře Svatého Šebestiána. Jeho cílem je podpora regionálního rozvoje. Sdružuje celkem sedm obcí a byl založen v roce 2001.

## Obce sdružené v mikroregionu
- Blatno
- Boleboř
- Hora Svatého Šebestiána
- Kalek
- Křimov
- Místo
- Výsluní